# Dawaasüchiin Otgontsetseg
Dawaasüchiin Otgontsetseg (mongolisch Даваасүхийн Отгонцэцэг, * 26. September 1990) ist eine mongolische Ringerin. Sie wurde 2011 Vize-Weltmeisterin in der Gewichtsklasse bis 51 kg Körpergewicht.

## Werdegang
Dawaasüchiin Otgontsetseg begann als Jugendliche im Jahre 2004 mit dem Ringen. Sie gehört dem Ringerclub Darchan an und wird seit Beginn ihrer Laufbahn von Tsendiin Bajarsaichan trainiert. Bei einer Größe von 1,55 Metern ringt sie in der Gewichtsklasse bis 51 kg Körpergewicht.
Ihre internationale Laufbahn begann sie bei der asiatischen Juniorenmeisterschaft der Altersgruppe Kadetten (bis zum 16. Lebensjahr) in Bangkok. Sie belegte dabei in der Gewichtsklasse bis 49 kg den 5. Platz. 2008 wurde sie in Doha asiatische Juniorenmeisterin in der Gewichtsklasse bis 51 kg vor Ai Shimizu aus Japan. 2009 und 2010 gewann sie bei den Junioren-Weltmeisterschaften in Ankara bzw. in Budapest jeweils eine Bronzemedaille. In den Halbfinalbegegnungen verlor sie dabei gegen Walerija Tschepsarakowa aus Russland bzw. Sun Yanan aus China und ihre Medaillen gewann sie durch Siege über Salina Sidakowa aus Belarus bzw. Raypal Priyanka aus Indien.
2009 gewann Otgontsetseg bei der Asienmeisterschaft der Seniorinnen in Pattaya ebenfalls eine Bronzemedaille. Hier platzierten sich nur Tatjana Amanschol-Bakatschuk aus Kasachstan und Han Kum-Ok aus Nordkorea vor ihr. Die nächste Medaille bei einer Asienmeisterschaft gewann sie 2011 in Taschkent, wo sie hinter Zhao Shasha aus China und vor Han Kum-Ok den 2. Platz belegte.
Otgontsetseg startete im Jahre 2009 auch schon bei der Weltmeisterschaft der Seniorinnen in Herning/Dänemark, kam aber dort nach einer Niederlage in ihrem zweiten Kampf gegen Natalija Budu aus Moldawien nur auf den 14. Platz. Auch bei der Weltmeisterschaft 2010 in Moskau schied sie früh aus. Nach einer Niederlage in ihrem ersten Kampf gegen Estera Dobre aus Rumänien belegte sie dort nur den 18. Platz. Einen gewaltigen Sprung nach vorne machte sie dann bei der Weltmeisterschaft 2011 in Istanbul. Sie war dort in hervorragender Form und besiegte Patimat Bagomedowa aus Aserbaidschan, Alexandra Engelhardt aus Deutschland und Rathi Neha aus Indien und stand damit im Endkampf der Russin Samira Rachmanowa gegenüber, gegen die sie aber glatt nach Punkten verlor. Der Gewinn der WM-Silbermedaille war der bisher größte Erfolg in ihrer Laufbahn.
Um an den Olympischen Spielen 2012 in London teilnehmen zu können, musste sie in die Gewichtsklasse bis 48 kg abtrainieren, da die Gewichtsklasse bis 51 kg nicht olympisch ist. Sie musste sich auch erst für die Teilnahme in London qualifizieren, was ihr mit einem Turniersieg in Taiyuan/China vor Wanessa Kaladschinskaja, Belarus und Rebeca Ndolo Muambo, Kamerun, in überzeugender Weise gelang. Bei den Spielen in London selbst siegte sie zunächst über Carolina Castillo Hidalgo aus Kolumbien, verlor aber dann gegen die erfahrene Polin Iwona Matkowska. Da diese das Finale nicht erreichte, schied sie aus und kam auf den 9. Platz. Im September 2012 startete sie dann bei der Weltmeisterschaft in Stathcona County/Kanada, aber wieder in der Gewichtsklasse bis 51 kg. Sie schied dort nach einem gewonnenen und einem verlorenen Kampf relativ früh aus und kam wie schon in London auf den 9. Platz.

## Internationale Erfolge
| Jahr | Platz | Wettbewerb                                           | Gewichtsklasse | Ergebnisse |
| 2006 | 5.    | Asiatische Juniorenmeisterschaft (Cadets) in Bangkok | bis 49 kg      | Siegerin: Babita Kumari, Indien vor Nodoka Nishi, Japan |
| 2007 | 18.   | Junioren-WM in Peking                                | bis 51 kg      | nach einer Niederlage gegen Burcu Kebic, Türkei |
| 2008 | 1.    | Asiatische Juniorenmeisterschaft in Doha             | bis 51 kg      | vor Ai Shimizu, Japan und Sulfija Jachjarowa, Kasachstan |
| 2008 | 16.   | Junioren-WM in Istanbul                              | bis 51 kg      | - |
| 2009 | 3.    | Grand-Prix in Krasnojarsk                            | bis 51 kg      | hinter Jekaterina Sergejewna Krasnowa, Russland und Tatjana Amanschol-Bakatschuk, Kasachstan |
| 2009 | 3.    | Asienmeisterschaft in Pattaya                        | bis 51 kg      | hinter Tatjana Amanschol-Bakatschuk und Han Kim-Ok, Nordkorea |
| 2009 | 7.    | Golden-Grand-Prix in Baku                            | bis 51 kg      | Siegerin: Tatjana Amanschol-Bakatschuk vor Yuri Kai, Japan |
| 2009 | 3.    | Junioren-WM in Ankara                                | bis 51 kg      | nach Siegen über Mona Samir Mahmoud, Ägypten, Trinity Plessinger, USA, Diana Ford, Kanada, einer Niederlage gegen Walerija Tschepsarakowa, Russland und einem Sieg über Salina Sidakowa, Belarus |
| 2009 | 14.   | WM in Herning/Dänemark                               | bis 51 kg      | nach einem Sieg über Nadine Tokar, Schweiz und einer Niederlage gegen Natalija Budu, Moldawien                                                                                                   |
| 2010 | 6.    | Welt-Cup in Nanjing                                  | bis 51 kg      | Siegerin: Jessica MacDonald, Kanada vor Li Shuang, China |
| 2010 | 7.    | Asienmeisterschaft in New Delhi                      | bis 51 kg      | Siegerin: Li Hui, China vor Juldiz Eschimowa, Kasachstan |
| 2010 | 3.    | Junioren-WM in Budapest                              | bis 51 kg      | nach Siegen über Sripada Tho-Kaew, Thailand, Mihaela Munteanu, Rumänien und Ganna Scharigina, Ukraine, einer Niederlage gegen Sun Yanan, China und einem Sieg über Raypal Priyanka, Indien       |
| 2010 | 18.   | WM in Moskau                                         | bis 51 kg      | nach einer Niederlage gegen Estera Dobre, Rumänien |
| 2011 | 1.    | Golden-Grand-Prix in Krasnojarsk                     | bis 51 kg      | vor Natalija Budu, Marina Wilmowa und Ljubow Salnikowa, beide Russland |
| 2011 | 5.    | Grand-Prix von Tourcoing                             | bis 51 kg      | hinter Sun Yanan, Whitney Conder, USA, Vanessa Boubryemm, Frankreich und Ljubow Salnikowa |
| 2011 | 3.    | Welt-Cup in Lievin                                   | bis 51 kg      | hinter Jessica MacDonald und Sun Yanan |
| 2011 | 2.    | Asienmeisterschaft in Taschkent                      | bis 51 kg      | hinter Zhao Shasha, China, vor Han Kum-Ok |
| 2011 | 2.    | WM in Istanbul                                       | bis 51 kg      | nach Siegen über Patimat Bagomedowa, Aserbaidschan, Alexandra Engelhardt, Deutschland und Rathi Neha, Indien und einer Niederlage gegen Samira Rachmanowa, Russland                              |
| 2012 | 3.    | Intern. Turnier in Kiew                              | bis 51 kg      | hinter Patimat Bagomedowa und Julija Blahynja, Ukraine |
| 2012 | 1.    | Olympia-Qualifik.-Turnier in Taiyuan/China           | bis 48 kg      | vor Wanessa Kaladschinskaja, Belarus und Rebecca Ndolo Muambo, Kamerun |
| 2012 | 1.    | Welt-Cup in Tokio                                    | bis 51 kg      | vor Yu Miyahara, Japan und Zhao Shasha |
| 2012 | 9.    | OS in London                                         | bis 48 kg      | nach einem Sieg über Carolina Castillo Hidalgo, Kolumbien und einer Niederlage gegen Iwona Matkowska, Polen                                                                                      |
| 2012 | 9.    | WM in Strathcona County/Kanada                       | bis 51 kg      | Siegerin: Jessica MacDonald vor Sun Yanan, Babita Kumari, Indien und Alyssa Lampe, USA |

## Erläuterungen
- alle Wettkämpfe im freien Stil
- OS = Olympische Spiele, WM = Weltmeisterschaft